# 1928年アムステルダムオリンピックのノルウェー選手団
1928年アムステルダムオリンピックのノルウェー選手団（1928ねんアムステルダムオリンピックのノルウェーせんしゅだん）は、1928年7月28日から8月12日にかけてオランダのアムステルダムで開催された1928年アムステルダムオリンピックのノルウェー選手団、およびその競技結果。

## 概要
今大会は金メダル1個、銀メダル2個、銅メダル1個の合計4個のメダルを獲得した。

## メダル
| メダル | 選手名         | 競技 | 種目       |
| ------ | -------------- | ---- | ---------- |
| 銅     | オラフ・スンデ | 陸上 | 男子やり投 |